# Eulogio Cantillo
Eulogio Cantillo (Cuba, 13 settembre 1911 – Miami, 9 settembre 1978) è stato un generale cubano, importante comandante batistiano durante la rivoluzione cubana.

## Biografia
Il generale Cantillo servi come Capo dello Staff congiunto durante la dittatura di Fulgencio Batista. Cantillo non partecipò al golpe militare che portò Batista al potere. Durante la Rivoluzione guidò i soldati governativi cubani nella lotta contro il Movimento del 26 luglio di Fidel Castro. In seguito alla vittoria dei guerriglieri, fu processato da un tribunale rivoluzionario e condannato a 15 anni di prigione. Fu rilasciato nel 1967 dopo aver scontato parzialmente la pena e si recò in esilio a Miami in Florida, dove morì nel 1978.